# Akhal-Teke
Akhal-Teke (od turkmenskog Ahalteke) je vrsta konja iz Turkmenistana, gde je nacionalni simbol. Poznat je po svojoj izdržljivosti i karakterističnoj sjajnoj dlaci. Zbog svog izgleda nosi epitet ’’zlatni’’ konj. Rasa je jedna od najstarijih, datirajući još 3000 godina unazad. Danas ih u svetu nema puno, svega 6,600. Većina se nalazi u Turkmenistanu i Rusiji mada su rasprostranjeni po Evropi i Severnoj Americi. Reč Akhal je bila naziv za pojas oazi kod severnih padina planinskog lanca Kopet-Dag. Naseljavalo ga je turkmensko pleme Teke.

## Osobine rase
Akhal-Tekinci su visoki u grebenu od 147 do 163 cm. Ovi konji su posebno istaknuti po grlima koja su zlatni kulaši i palomino. Karakteristične su jedinke sa krem genom koji je odgovoran za pseudo-albinizam. Ostale boje koje su priznate standardom pasmine su dorat, vranac, alat i zelenko. Poklonici ove rase tvrde da je boja dlake služila za kamuflažu u pustinji. Akhal-Teke konji često imaju metalni odsjaj dlake, posebno uočljiv kod spomenutih grla sa krem genom.
Profil glave je blago konveksan a uši su izdužene. Oči su bademastog oblika ili sa spuštenim kapcima. Rep i griva su obično oskudni i retki. Leđa su povezana sa ravnim sapima i dugim, uspravnim vratom. Ramena su spuštena i koža je tanka. Rasa je jaka i otporna pošto se prilagodila grubim uslovima života Turkmenistanskih predela, oskudnih vodom i hranom. Ovo ih je učinilo dobrim za sport. Izdržljivost Akhal-Tekinaca došla je do izražaja kada je 1935. grupa Turkmenskih jahača prešla 4000 kilometara od Ašhabada do Moskve za 84 dana, zajedno sa tri dana prolaska kroz pustinju bez vode. Štaviše, Akhal-Teke se koristi i za preponsko jahanje.
Kvalitet Akhal-Teke grla određuje menadžment zapisnika o poreklu konja. U zavisnosti od tipa, pedigrea, kvaliteta potomstva i postignuća u sportu, konji su označeni kao Elitni, Klasa I ili Klasa II. U Moskvi se obično održavaju dva godišnja takmičenja pod nazivima "Međunarodni sportski miting i Svetsko prvenstvo Nebeski Argamak'' i " Zlatni Akal-Teke kup Šael", gde uzgajivači predstavljaju svoja najbolja grla sudijama. Na Svetskom prvenstvu grupa sudija ocenjuje konje u starosnim i rodnim kategorijama, kao i u raznim sportskim disciplinama i vođenju na ruku.

## Istorijat
Preci ove pasmine mogu poticati od konja koji su živeli pre 3000 godina, poznatih pod više imena, ali najčešće kao Niseanski konji. Precizno poreklo je teško utvrditi jer pre 1600. godine pasmine konja u modernom smislu nisu postojale.
Vrtsta je vrlo slična, možda i direktni potomak Turkomanskog konja, koji se smatra izumrlim, mada se u Iranu danas uzgaja srodna vrsta. Pasmine turskog porekla uključuju Jomud i neke druge. Smatra se da su i stare pasmine iz Partije mogle doprineti uzgoju.
Ostaje sporno pitanje da li je uticajni Arapin bio predak Turkomana ili je i on nastao iz te pasmine. Sadašnji DNK nalazi ukazuju da je moguće da postoji zajednički predak za obe vrste. Veliki broj arapskih kobila navodno je korišćen za poboljšanje pasmine u 14. i 19. veku. Takođe je moguće da su takozvane pasmine vruće krvi: Arapski, Turkomanski, Akhal-Teke i Berberski konj, sve razvile iz jednog prethodnika, Orijentalnog konja.
Plemenske zajednice u današnjem Turkmenistanu su prvo koristile Akhal-Tekince tokom pljačkaških pohoda. Konji su bili njihova najcenjenija imovina jer su bili presudni za prihod i opstanak. Oni su ih selektivno uzgajali i sačuvali evidenciju o pedigreu putem usmene tradicije. Konje su Rusi nazvali Argamak (božanski ili sveti konj).
Godine 1881. Turkmenistan je postao deo carske Rusije. Plemena su se borila sa carem i na kraju izgubila. Tokom sukoba, međutim, ruski general Kuropatkin razvio je interes prema konjima koje je video dok se borio protiv plemena, te je osnovao ergelu za uzgoj nakon rata i preimenovao konje u „Akhal-Teke”, po plemenu Turkmena Tekke, koje je živelo oko Akhalske oaze. Rusi su zatvorili zapisnik o poreklu 1932. godine, koji je obuhvatio 287 pastuva i 468 kobila. Zapisnik je štampan 1941. godine.
Akhal-Teke je imao uticaj na mnoge pasmine, možda i Engleskog punokrvnog konja.
Pasmina je dospela u opasnost kada je Sovjetski Savez tražio da se konji iskoriste za meso, iako su lokalni Turkmeni odbili da ih jedu. U jednom trenutku je ostalo svega 1.250 konja i izvoz iz Sovjetskog Saveza je bio zabranjen. Vlada Turkmenistana danas koristi konje kao diplomatske poklone i na aukcijama za prikupljanje novca radi poboljšanja programa uzgoja konja.
Početkom dvadesetog veka došlo je do ukrštanja između Engleskog punokrvnog konja i Akhal-Tekinaca, sa ciljem da se stvori brži trkački konj na duge staze. Anglo Akal-Teke nije bio tako otporan kao njegov prethodnik Akal-Teke, a mnogi su umirali zbog teških uslova u srednjoj Aziji. Posle trke izdržljivosti od 2600 kilometara od Ašhabada do Moskve 1935. godine, kada su čistokrvni Akhal-Tekinci ostali u mnogo boljem stanju od ukrštenih grla, menadžment zapisnika porekla je odlučio da se svi ukršteni konji rođeni posle 1936. ne smatraju čistokrvnim.

## Turkmenistan
Turkmen Atlari je posebna agencija u Turkmenistanu koja je odgovorna za uzgoj, obuku i održanje pasmine Akhal-Teke. Agencija održava sastanak udruženja jednom ili dva puta godišnje po pozivu u Ašhabadu. Veće odgajivačnice i nacionalne zadruge Akhal-Tekinaca, vlasnici i predstavnici konjičke industrije iz različitih država prisustvuju. Takođe postoji organizacija za trke konja pod nazivom „Galkiniš”. U Ašhabadu, konjički kompleks Ahalteke, jedan od najvećih u Centralnoj Aziji, je centar za uzgoj. Nekadašnji praznik Akhal-Tekinaca, koji se slavi poslednje nedelje aprila, preimenovan je u „Dan turkmenskog konja”.

## Korišćenje u sportu
Akal-Teke, zbog svojih prirodnih predispozicija, može biti dobar sportski konj u dresuri, preskakanju prepona, galoperskim i trkama izdržljivosti. Primer je bio pastuv Absent, koji je osvojio Grand Prix u dresuri na Letnjoj olimpijadi 1960. u Rimu, dok ga je jahao Sergej Filatov. Ponovo je uspeo da sa Filatovim osvoji bronzanu pojedinačnu medalju u Tokiju na Letnjim olimpijskim igrama 1964. godine i osvojio je zlatnu medalju sovjetskog tima pod vođstvom Ivana Kalite na Letnjim olimpijskim igrama 1968. u Meksiko Sitiju. Međutim, prema današnjim standardima, Absent ne bi bio prihvaćen kao čistokrvni Akhal-Teke.

## Genetska oboljenja
Postoji nekoliko genetskih bolesti koje su od interesa za uzgajivače Akhal-Tekinaca. Genetska raznovrsnost pasmine je relativno niska.
- Veruje se da je sindrom golog ždrebeta ili sindrom ždrebeta bez dlake smrtonosni recesivni gen u ovoj pasmini. Ždrebad sa ovim stanjem zabeležavana su još od 1938. godine. Trenutno se sprovodi istraživanje na Univerzitetu u Bernu u Švajcarskoj za razvoj DNK testa za ovo stanje.[29] Defekt uzrokuje da se ždrebad rode bez dlake, grive ili repa. U nekim slučajevima dolazi do nepravilnog razvoja zuba. Drugi simptomi uključuju dijareju, česte poremećaje probave i laminitis. Zbog nedostatka prikladne zaštite za kožu, sekundarni simptomi uključuju suvu i upaljenu kožu, kao i opekotine od sunca tokom leta i česte plućne infekcije tokom zime. Ovaj sindrom je uvek fatalan, pa većina ždrebadi ugine nekoliko nedelja nakon rođenja, iako se dešavalo da konji ponekad dožive i dve godine. Rana smrt je obično uzrokovana probavnim problemima, dok stariji konji moraju biti eutanazirani zbog jakog bola izazvanog laminitisom.
- Nasledni kriptorhidizam postoji unutar pasmine Akhal-Teke i zahvaćeni pastuvi mogu se pratiti kroz više generacija. Uticajni pastuv, 2a Boinou je bio kriptorhid po mišljenju stručnjaka ove rase. Kriptorhizam se smatra odgovornim za probleme zdravstvene prirode i ponašanja. Oboleli konji su skuplji za kastriranje.[30]
- Akhal-Teke je jedna od mnogih pasmina koje mogu biti sklone cervikalnim vertebralnim malformacijama (CVM), koje se još naziva Voblerov sindrom.[31]

## Spoljašnje veze
- Evropska Akhal-Teke asocijacija
- MAAK Međunarodno udruženje odgajivača Akhal-Teke
- Akhal-Teke udruženje Amerike
- Akhal-Teke Švajcarske Архивирано на веб-сајту  (16. фебруар 2011)
- Francusko udruženje Akhal-Teke konja